# بطولة الأمم الخمس 1991
بطولة الأمم الخمسة 1991 (بالإنجليزية: 1991 Five Nations Championship)‏ هو الموسم 97 من  بطولة الأمم الستة، وهو الموسم 97 من  بطولة الأمم الستة. كان عدد الأندية المشاركة فيه  5، وفاز فيه منتخب إنجلترا الوطني لاتحاد الرغبي.